# Керлінг на зимових Олімпійських іграх 2018
Змагання з керлінгу на зимових Олімпійських іграх 2018 в Пхьончхані проходили з 18 по 25 лютого у Критій льодовій ковзанці в місті Каннин. Змагання серед чоловічих та жіночих команд в сьоме фігурували в олімпійській програмі. У порівнянні з попередніми Іграми до програми змагань додано турнір серед змішаних пар. Отже, вперше в рамках Олімпійських ігор в керлінгу було розіграно три комплекти нагород.

## Кваліфікація
У чоловічому і жіночому турнірах брали участь по 10 команд — господарі та дев'ять, визначених у результаті кваліфікації; у турнірі змішаних пар брали участь 8 команд — господарі та сім, визначених у результаті кваліфікації.

## Розклад
Змагання розпочалися за день до відкриття Олімпіади, а закінчилися в останній день її проведення. Це робить керлінг єдиним видом спорту, змагання з якого  проходили щодня протягом Олімпіади.
Увесь час (UTC+9).
| В | Відбірковий раунд | П | Півфінали | 3 | Матч за третє місце | Ф | Фінал |

| Подія / Дата     | Чт, 8 | Пт, 9 | Сб, 10 | Нд, 11 | Пн, 12 | Вт, 13 | Вт, 13 | Ср, 14 | Чт, 15 | Пт, 16 | Сб, 17 | Нд, 18 | Пн, 19 | Вт, 20 | Ср, 21 | Чт, 22 | Пт, 23 | Сб, 24 | Нд, 25 |
| ---------------- | ----- | ----- | ------ | ------ | ------ | ------ | ------ | ------ | ------ | ------ | ------ | ------ | ------ | ------ | ------ | ------ | ------ | ------ | ------ |
| Чоловічий турнір |       |       |        |        |        |        |        | В      | В      | В      | В      | В      | В      | В      | В      | П      | 3      | Ф      |        |
| Жіночий турнір   |       |       |        |        |        |        |        | В      | В      | В      | В      | В      | В      | В      | В      |        | П      | 3      | Ф      |
| Змішаний турнір  | В     | В     | В      | В      | П      | 3      | Ф      |        |        |        |        |        |        |        |        |        |        |        |        |

## Чемпіони та медалісти

### Таблиця медалей
Після турніру змішаних пар
| Місце | Країна               | Золото | Срібло | Бронза | Загалом |
| ----- | -------------------- | ------ | ------ | ------ | ------- |
| 1     | Швеція (SWE)         | 1      | 1      | 0      | 2       |
| 2     | Канада (CAN)         | 1      | 0      | 0      | 1       |
| 2     | США (USA)            | 1      | 0      | 0      | 1       |
| 4     | Швейцарія (SUI)      | 0      | 1      | 1      | 2       |
| 5     | Південна Корея (KOR) | 0      | 1      | 0      | 1       |
| 6     | Японія (JPN)         | 0      | 0      | 1      | 1       |
| 6     | Норвегія (NOR)       | 0      | 0      | 1      | 1       |
|       | Усього               | 3      | 3      | 3      | 9       |

### Змагання
| Дисципліна   | Золото                                                                      | Срібло                                                                              | Бронза                                                                 |
| ------------ | --------------------------------------------------------------------------- | ----------------------------------------------------------------------------------- | ---------------------------------------------------------------------- |
| Чоловіки     | США (USA) Джон Шустер Тайлер Джордж Метт Гамільтон Джон Ландстейнер         | Швеція (SWE) Ніклас Едін Оскар Ерікссон Расмус Врано Христоффер Сундгрен Генрік Лек | Швейцарія (SUI) Бенуа Шварц Клаудіо Петц Петер де Круз Валентін Таннер |
| Жінки        | Швеція (SWE) Анна Гассельборг Сара Макманус Агнес Кнохенгауер Софія Мабергс | Південна Корея (KOR) Кім Ин Джон Кім Кьон Е Кім Сон Йон Кім Йон Мі Кім Чхо Хі       | Японія (JPN) Фудзісава Сацукі Йосіда Тінамі Судзукі Юмі Йосіда Юріка   |
| Змішані пари | Канада (CAN) Кейтлін Лоз Джон Морріс                                        | Швейцарія (SUI) Женні Перре Мартін Ріос                                             | Норвегія (NOR)1 Крістін Скаслієн Магнус Недреготтен                    |

Примітка
1. ↑  Команду олімпійців з Росії, яка виграла гру за бронзові медалі, було дискваліфіковано після позитивного результату тесту на мельдоній Олександра Крушельницького[1].